# Bhavani (Tamil Nadu)
Bhavani (en tamil: பவானி ) es una localidad de la India en el distrito de Erode, estado de Tamil Nadu.

## Geografía
Se encuentra a una altitud de 172 m.s.m. a 337 km de la capital estatal, Chennai, en la zona horaria UTC +5:30.

## Demografía
Según estimación 2010 contaba con una población de 41 133 habitantes.